# Robert Hope-Jones
Robert Hope-Jones (9 février 1859 — 13 septembre 1914) est un facteur d'orgues d'origine anglaise émigré aux États-Unis. Il est considéré comme l'inventeur de l'orgue de cinéma dont le principe était de pouvoir imiter les instruments d'un orchestre pour illustrer des films ou bien des pièces de théâtre.